# Ботанічний сад Черкаського національного університету
Ботані́чний сад Черка́ського націона́льного університе́ту ім. Богда́на Хмельни́цького — ботанічний сад в Україні. Розташований у місті Черкаси, між вулицями Максима Залізняка, Красовського і Гетьмана Сагайдачного. Сад є структурним підрозділом Черкаського національного університету імені Богдана Хмельницького. 
Є об'єктом природно-заповідного фонду загальнодержавного значення як парк-пам'ятка садово-паркового мистецтва. Це єдиний ботанічний сад на території Черкаської області. 
Площа ботанічного саду 4,58 га. Сучасний статус надано 21 серпня 2003 року. Перебуває у віданні Черкаського національного університету імені Богдана Хмельницького. 
Мета діяльності Ботанічного саду — збереження, вивчення, акліматизація, розмноження рідкісних і типових видів місцевої та світової флори шляхом створення, поновлення та збереження ботанічних колекцій, ведення наукової, навчальної та освітньої роботи. 
Загалом колекція ботанічного саду нараховує понад 170 видів і культиварів деревних рослин, 300 трав'янистих (в тому числі 120 закритого ґрунту).

## Історія
Створення ботанічного саду Черкаського національного університету (на той час — Черкаського педагогічного інституту) розпочалося у 1936 році після передачі інститутові земель колгоспу «Огородник». Спочатку на цих землях уже був плодовий сад, а пізніше тут вирощувались городні культури. З моменту створення сад мав статус агробіостанції та мав площу в 11,6 га. 
Ще до Другої світової війни тут було закладено плодовий сад площею 3,5 га з яблунь (55 сортів), груш (30 сортів), абрикос, слив, персиків, вишень, винограду, смородини та аґрусу. Тоді ж було розпочато створення і дендрарію, який на той час займав площу близько 2 га і включав понад 50 видів декоративних деревних рослин та чагарників. 
Співробітники ботанічного саду спільно з викладачами та студентами біологічного факультету постійно дбали про збагачення його видового складу. Так, 1965 року в дендрарії було зібрано близько 60 видів як аборигенних, так і інтродукованих деревних рослин, а в 1976 році їхня кількість становила вже понад 100 таксонів. Колекція декоративних трав'янистих рослин налічувала 260 сортів і гібридних форм жоржин, 60 сортів і гібридів гладіолусів, велику кількість сортів і форм лілій, гвоздик, хризантем тощо. Крім цього, на ділянках відділу польових та овочевих культур на площі 4 га. вирощували 87 таксонів бобових і злакових трав, 38 овочевих, 18 технічних та інших культур. 
У ботанічному саду активно велася наукова робота. Тут проводили селекцію цукрових буряків (доц. М. І. Петруня), кукурудзи (викл. Л. І. Кравчук), роботи з гібридизації примул (З. С. Діденко, О. Г. Чернова), жоржин (Б. Д. Шведенко). Викладачі та студенти природничого факультету проводили роботи з інтродукції трав'янистих (цицанії широколистої — Zizania latifolia, коксагизу — Taraxacum kok-saghyz, різних видів юки — Yucca та ін.) і різноманітних дерев'янистих (наприклад, секуринеги напівкущової — Securinega suffruticosa) рослин, вивчення впливу радіоактивного опромінення на рослини кукурудзи (доценти М. І. Петруня та П. П. Гладкий) та інтродукованих деревних рослин (доц. І. Г. Дерій). На базі саду проводились теоретичні та практичні заняття студентів біологічного факультету, велася планомірна просвітницька діяльність серед школярів міста, проводилися дослідження, за результатами яких було захищено одну докторську та декілька кандидатських дисертацій. 
15 червня 2007 року Черкаська обласна рада ухвалила рішення «Про обласну програму реконструкції та розвитку ботанічного саду Черкаського національного університету ім. Б. Хмельницького». У рамках реконструкції передбачається укладення угоди з Центральним ботанічним садом ім. М. М. Гришка НАН України з метою розроблення плану організації території. Це дасть змогу на наукових засадах, з дотриманням чинного законодавства ефективно використовувати територію ботанічного саду з урахуванням сучасних тенденцій у розвитку. Передбачається створення дієвого екскурсійного маршруту, який дасть можливість ефективно проводити навчальні екскурсії та заняття для студентів і школярів області.

## Структура
До структури Ботанічного саду входять такі підрозділи:
- сектор плодово-ягідних культур;
- дендрарій (включає в себе розарій, колекцію деревних та чагарникових порід, науково-дослідну ділянку з інтродукції та акліматизації деревних та чагарникових порід Далекого Сходу);
- сектор квітниково-декоративних рослин відкритого ґрунту (колекція однорічних, багаторічних та дворічних квітниково-декоративних рослин);
- сектор квітниково-декоративних рослин закритого ґрунту (колекція квітучих, листяно-декоративних, сукулентних рослин) — розташовані у трьох оранжереях;
- сектор методики викладання біології.

## Галерея

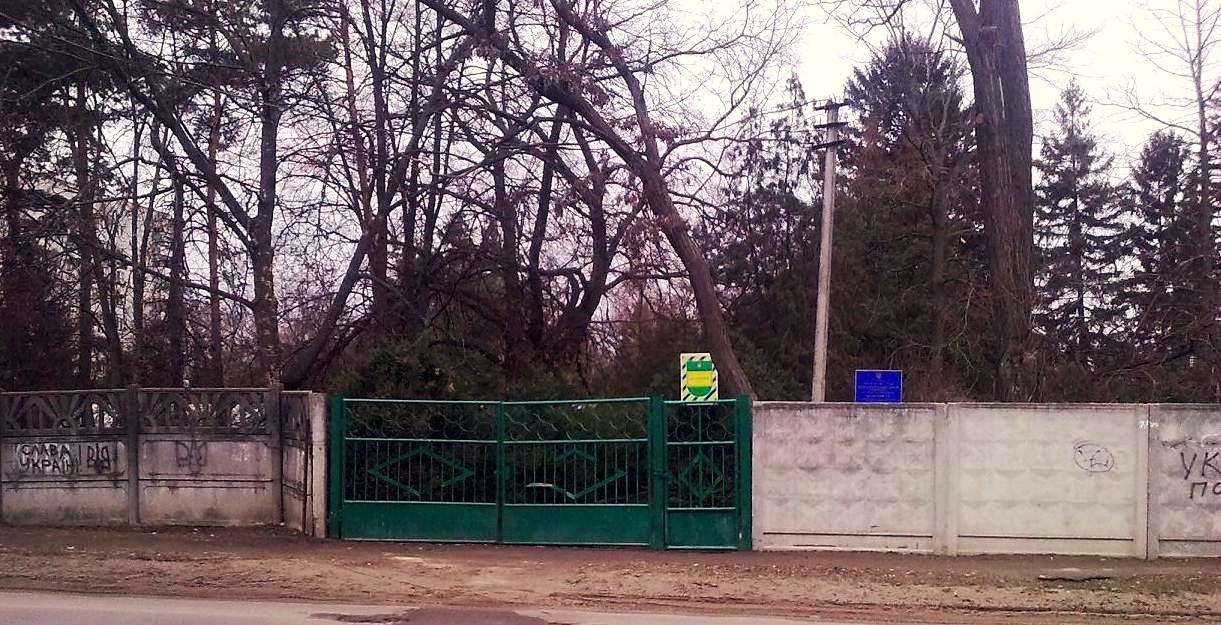
Вхідні ворота
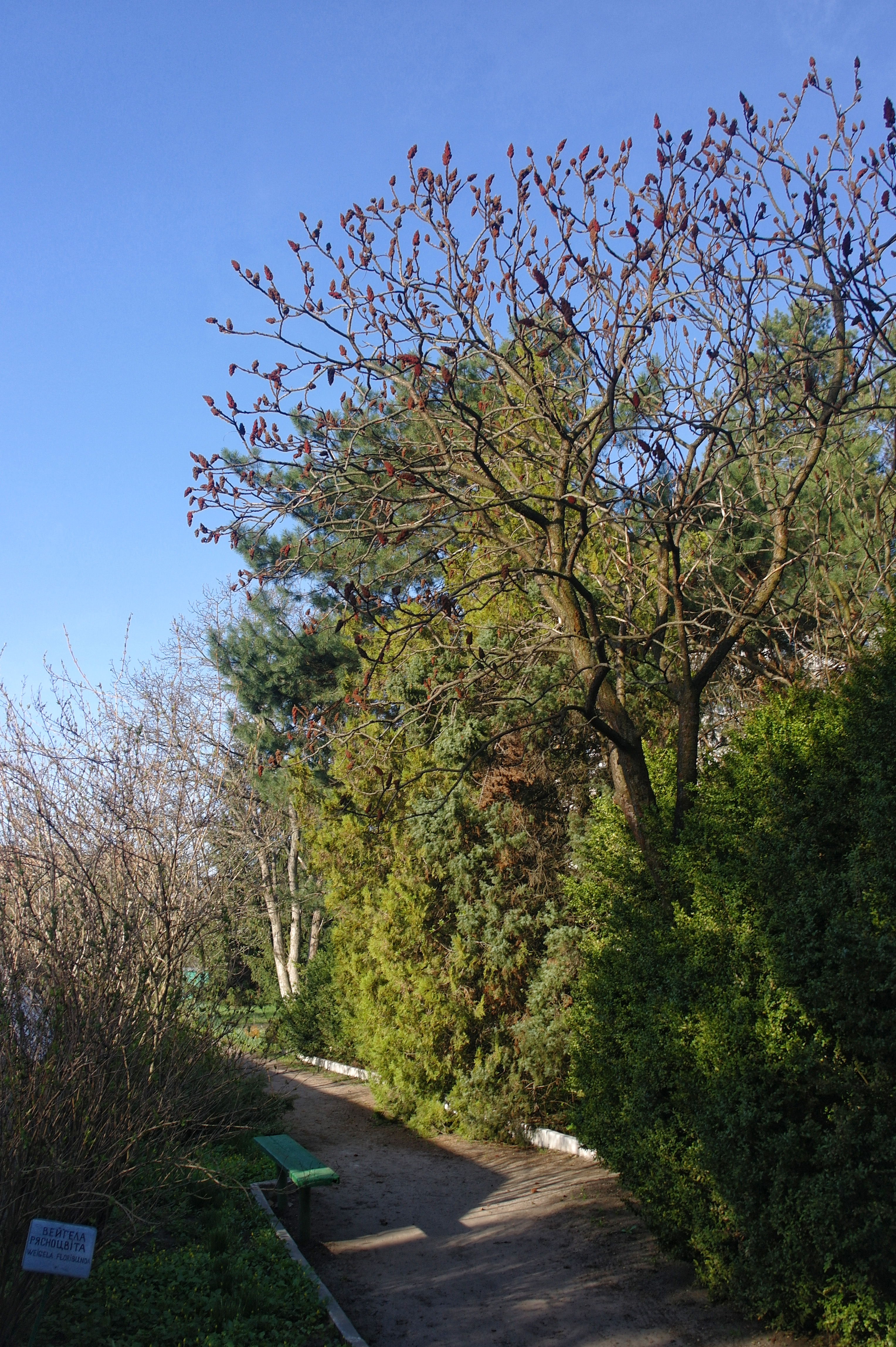
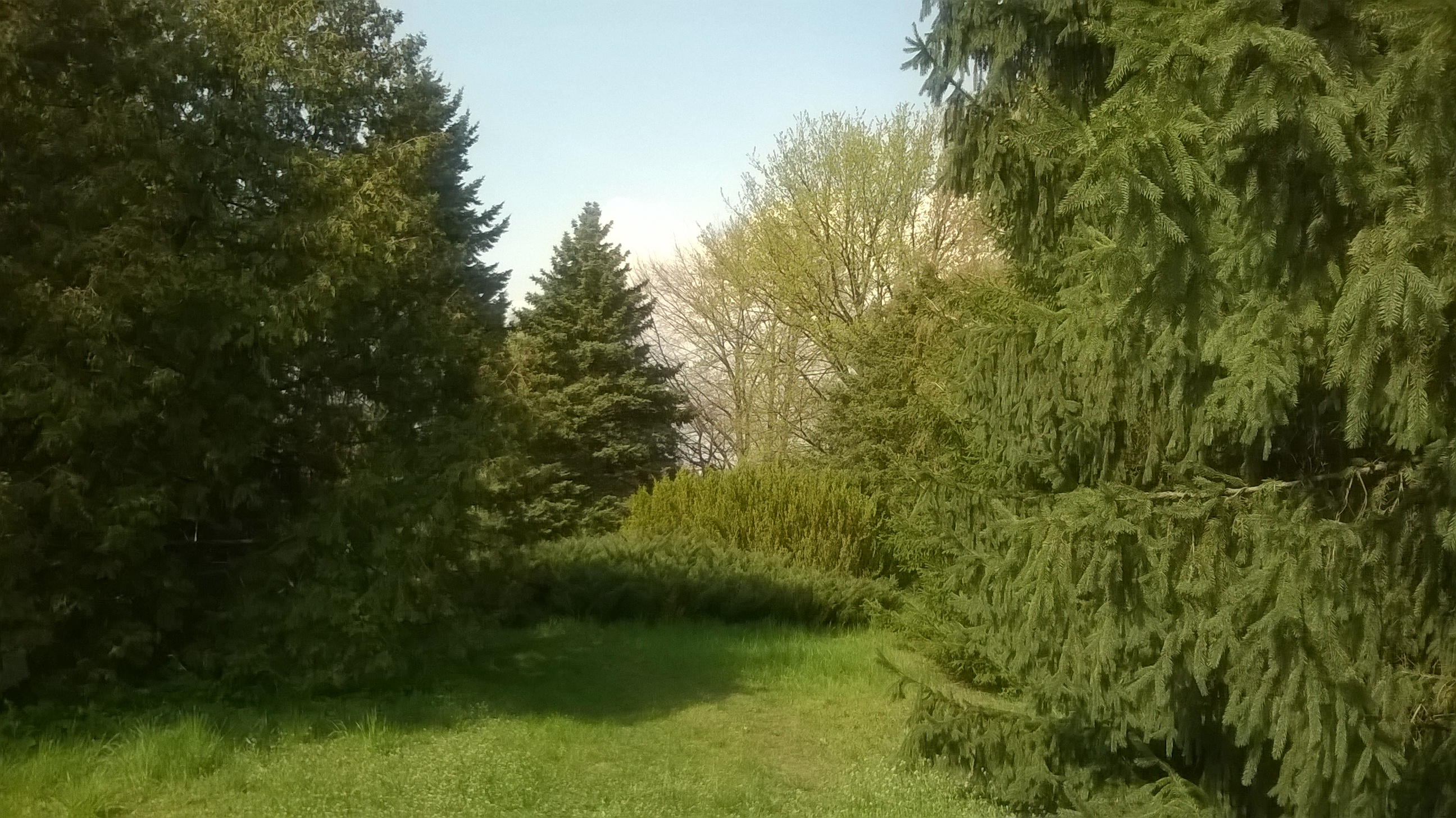
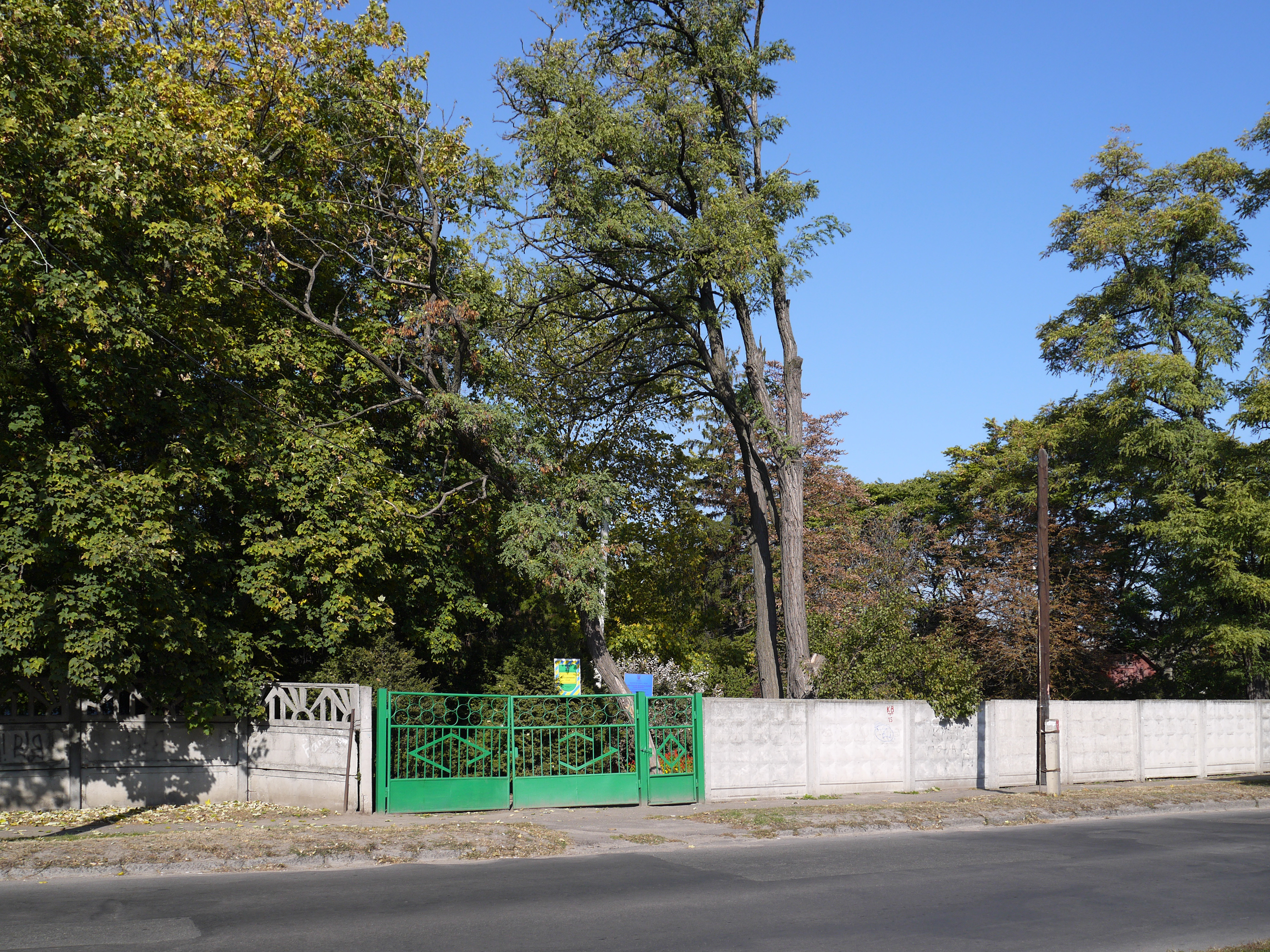
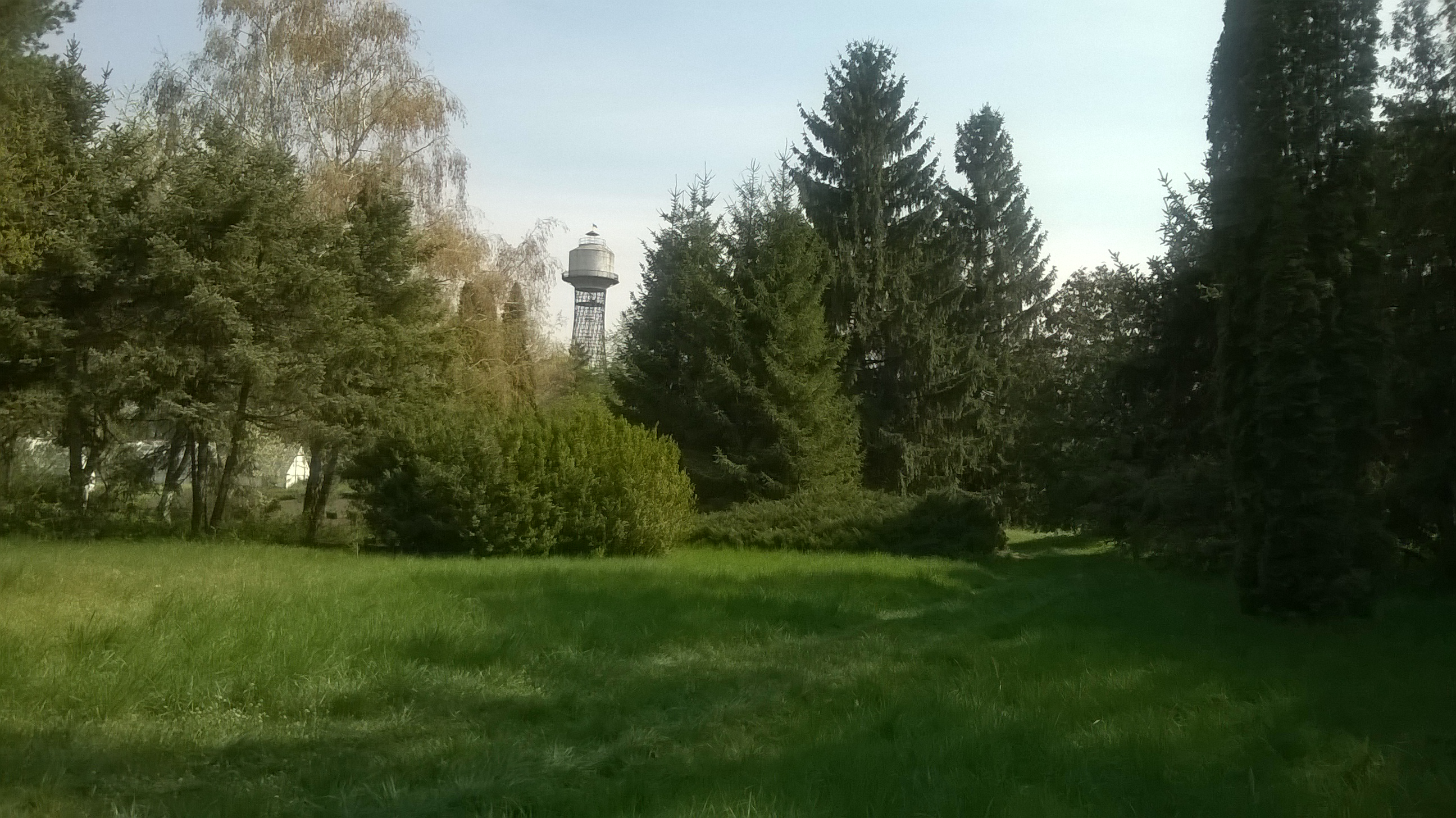
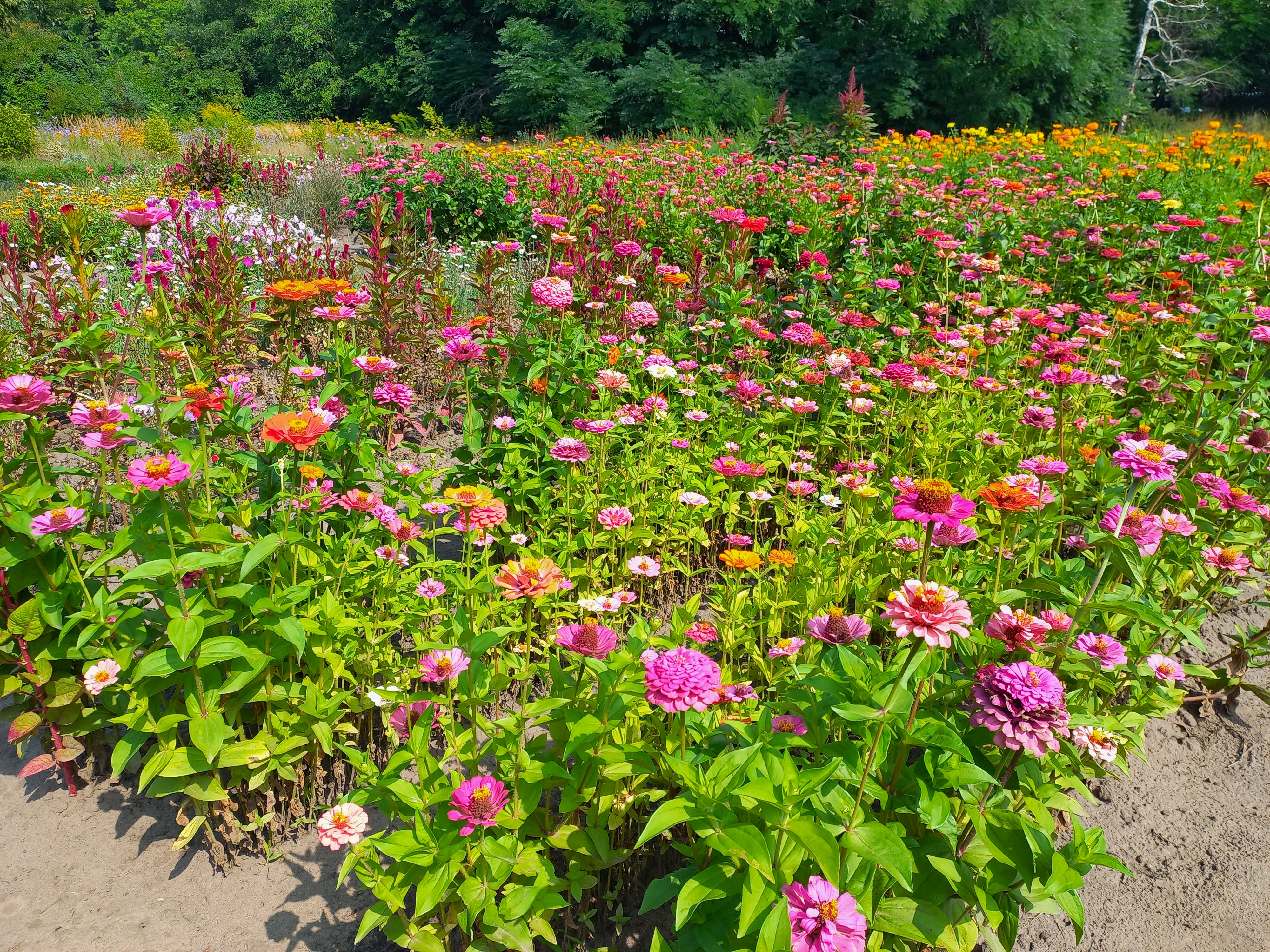
Діялянка багаторічних декоративно квітуючих рослин у ботсаду